# Kimulidae
Kimulidae es una pequeña familia neotropical de Opiliones en el infraorden Grassatores con unas treinta especies descriptas.

## Descripción
Estas Grassatores marrones habitan en el suelo y los residuos.

## Distribución
Si bien casi todas las especies habitan en Venezuela, Colombia y las Indias Occidentales, existe una especie aislada Tegipiolus pachypus (que anteriormente estuvo en Zalmoxidae) es propia del noreste de Brasil. Esta especie es diferente morfológicamente de las otras especies de esta familia. Otras especie brasilera, Microminua soerenseni de Río de Janeiro, no pertenece a esta familia.

## Relaciones
Es probable que Kimulidae se encuentre muy relacionada con Escadabiidae.

## Especies
- Acanthominua Sørensen, 1932

- Acanthominua tricarinata Sørensen, 1932 — Venezuela

- Euminua Sørensen, 1932

- Euminua brevitarsa Sørensen, 1932 — Venezuela

- Euminuoides Mello-Leitão, 1935

- Euminuoides longitarsa (Sørensen, 1932) — Venezuela

- Fudeci M. A. González-Sponga, 1997

- Fudeci curvifemur González-Sponga, 1997 — Venezuela

- Jimeneziella Avram, 1970 — Cuba

- Jimeneziella decui Avram, 1970
- Jimeneziella negreai Avram, 1970

- Kimula Goodnight & Goodnight, 1942

- Kimula banksi Silhavy, 1969 — Cuba
- Kimula cokendopheri Pérez-González & Armas, 2000 — República Dominicana
- Kimula elongata Goodnight & Goodnight, 1942 — Puerto Rico
- Kimula goodnightiorum Silhavy, 1969 — Cuba
- Kimula levii Silhavy, 1969 — Cuba
- Kimula tuberculata Goodnight & Goodnight, 1943 — Cuba
- Kimula turquinensis Silhavy, 1969 — Cuba
- Kimula botosaneanui S. Avram, 1973 — Cuba

- Microminua Sørensen, 1932

- Microminua parvula Sørensen, 1932 — Venezuela
- Microminua soerenseni H. E. M. Soares & B. A. Soares, 1954 — Brasil (Río de Janeiro) (no Kimulidae, probablemente Gonyleptidae, Tricommatinae)

- Minua Sørensen, 1932 — Venezuela

- Minua barloventensis (M. A. González-Sponga, 1987)
- Minua choroniensis (M. A. González-Sponga, 1987)
- Minua crassa (M. A. González-Sponga, 1987)
- Minua denticulata (M. A. González-Sponga, 1987)
- Minua dimorpha Sørensen, 1932
- Minua elias Sørensen, 1932
- Minua guatopensis (M. A. González-Sponga, 1987)
- Minua montis (M. A. González-Sponga, 1987)
- Minua nebulae (M. A. González-Sponga, 1987)
- Minua parva (M. A. González-Sponga, 1987)
- Minua pinturelensis (M. A. González-Sponga, 1987)
- Minua punctiacuta (M. A. González-Sponga, 1987)
- Minua scabra Sørensen, 1932
- Minua venefica (M. A. González-Sponga, 1987)

- Pseudominua Mello-Leitão, 1933

- Pseudominua convolvulus (Sørensen, 1932) — Venezuela
- Pseudominua peruviana Roewer, 1963 — Perú

- Tegipiolus Roewer, 1949

- Tegipiolus pachypus Roewer, 1949 — Brasil

- Usatama Kury, García & Medrano, 2019

- Usatama infumatus Kury, García & Medrano, 2019 — Colombia